# Monster Boy et le Royaume maudit
Monster Boy et le Royaume maudit est un jeu de plateforme développé par The Game Atelier et édité par FDG Entertainment. Le jeu fait suite à la série Wonder Boy de Sega et est sorti sur Nintendo Switch, PlayStation 4 et Xbox One en décembre 2018, sur Windows en juillet 2019, sur Stadia en avril 2020 et sur PlayStation 5 et Xbox Series prochainement. En mai 2020, Arc System Works a annoncé la gestion de l'édition du jeu au Japon, qui où le jeu est sorti le 6 août 2020. Il a été généralement bien accueilli par la critique.

## Trame
Un garçon nommé Jin découvre que son oncle Nabu utilise la magie pour semer le chaos dans tout le royaume, transformant tout le monde, y compris son frère Zeke, en animaux. En essayant d'arrêter Nabu, Jin se transforme en cochon. En apprenant du magicien de la cour du roi, Mysticat, un moyen de ramener tout le monde à la normale, Jin se lance dans une quête pour récupérer cinq orbes d'animaux à travers le royaume. Ce faisant, cependant, Mysticat prend les orbes de Jin et les utilise pour ouvrir la porte du Royaume des Ténèbres à son maître Lord Xaros, qui avait manipulé Nabu pour qu'il suive ses ordres. S'aventurant dans le royaume des ténèbres, Jin affronte Xaros et, avec l'aide de ses amis et des esprits des anciens Wonder Boys, parvient à le vaincre, rétablissant le royaume à la normale.

## Système de jeu
Monster Boy et le Royaume maudit est un jeu d'aventure à défilement horizontal dans lequel les joueurs contrôlent Jin alors qu'il combat des ennemis et résout des énigmes pour progresser dans l'histoire. Semblable au jeu Sega Master System de 1989, Wonder Boy III: The Dragon's Trap, Jin gagne six formes animales différentes tout au long du jeu, qui peuvent être commutées à volonté une fois obtenues. Ceux-ci incluent un cochon qui peut flairer des engins et des indices cachés, un serpent qui peut escalader les murs et entrer dans de petits espaces, une grenouille qui peut utiliser sa langue pour se balancer sur des cerceaux et transporter des objets, un lion qui peut charger à travers des blocs, un dragon qui peut voler et cracher des projectiles de feu, et la forme humaine de Jin qui peut se précipiter à travers les obstacles. En plus de ces formes, les joueurs peuvent obtenir des armes et des armures dans les magasins, dont beaucoup offrent des capacités uniques qui peuvent être améliorées en trouvant des pierres précieuses.

## Développement
Monster Boy a été créé à l'origine par le studio parisien The Game Atelier dans le cadre d'un projet Kickstarter intitulé Flying Hamster II: Knight of the Golden Seed, une suite à Flying Hamster[source insuffisante]. Le Kickstarter a été annulé et un partenariat avec FDG Entertainment a été annoncé. Après un an de silence, Game Atelier a révélé qu'ils s'étaient associés à LAT Corp pour incorporer officiellement le titre dans la série Wonder Boy. La marque étant détenue séparément du reste de la propriété intellectuelle, un nouveau titre a été choisi, combinant Monster World et Wonder Boy : Monster Boy and the Wizard of Booze. Le jeu a ensuite été renommé Monster Boy et le Royaume maudit en raison de critiques sur le sous-titre faisant référence à l'alcool[source insuffisante].
Le jeu a été développé en collaboration avec le créateur de la série Wonder Boy Ryuichi Nishizawa. La bande originale du jeu a été composée par Yuzo Koshiro, Motoi Sakuraba, Michiru Yamane, Keiki Kobayashi et Takeshi Yanagawa, avec le thème principal interprété par Haruka Shimotsuki[source insuffisante],. En plus de la partition originale, une musique réarrangée des jeux précédents a été incluse, composée par Shinichi Sakamoto.
Initialement définis pour utiliser une animation basée sur le mouvement pour les personnages, les développeurs ont annoncé en octobre 2017 qu'ils passeraient à des animations animées dessinées à la main[source insuffisante]. En février 2018, FDG Entertainment a annoncé son partenariat avec Sega pour lancer les versions Nintendo Switch et PlayStation 4 du jeu en tant que copies physiques en Amérique du Nord, et les lancer parallèlement à la sortie numérique sur toutes les plateformes[source insuffisante],,[source insuffisante]. Il était initialement prévu de sortir le 6 novembre 2018 dans le monde entier[source insuffisante], cependant, en raison de « difficultés imprévue s» concernant la production des copies physiques, FDG Entertainment a reporté la sortie du jeu au 4 décembre 2018[source insuffisante]. Cependant, seules les versions console ont été publiées à cette date en raison du contrat de distribution des développeurs pour terminer ces versions à temps, la version Windows étant publiée le 25 juillet 2019[source insuffisante]. Les versions PlayStation 5 et Xbox Series du jeu devraient sortir à une date ultérieure.

## Accueil
Le jeu s'est vendu à 50 000 exemplaires dans la semaine suivant sa sortie sur console. En janvier 2019, FDG Entertainment a annoncé que la version Switch se vendait huit fois plus que les versions PlayStation 4 et Xbox One combinées.